# Getty Center
Pour les articles homonymes, voir Getty.
Le Getty Center est un campus culturel et de recherche situé à Los Angeles, dans l'État de Californie. Le bâtiment a été réalisé par l'architecte Richard Meier sur une colline de Brentwood. On y trouve une partie du J. Paul Getty Museum (dont l'autre site est la Villa Getty), ainsi que le Getty Research Institute et le Getty Conservation Institute.

## Présentation
Le Getty Center a ouvert le 16 décembre 1997. D'un coût estimé à un milliard de dollars, la construction de l'ensemble du site s'est étalée sur douze ans, de 1985 à 1997. Le centre est composé de six bâtiments couvrant une surface de 88 200 m2. Richard Meier, l'architecte, a voulu donner au site l'allure d'« un village italien dans les collines ».
Le musée comprend des expositions de sculpture et d'art classique, de peintures européennes, de dessins, manuscrits, arts décoratifs et de photographies. Dans le but de respecter les intentions de Getty, le musée ne présente pas d'œuvres d'art des XXe siècle ou XXIe siècles, avec pour seule exception la photographie.
Le musée Getty possède environ 800 000 livres sur l'art.

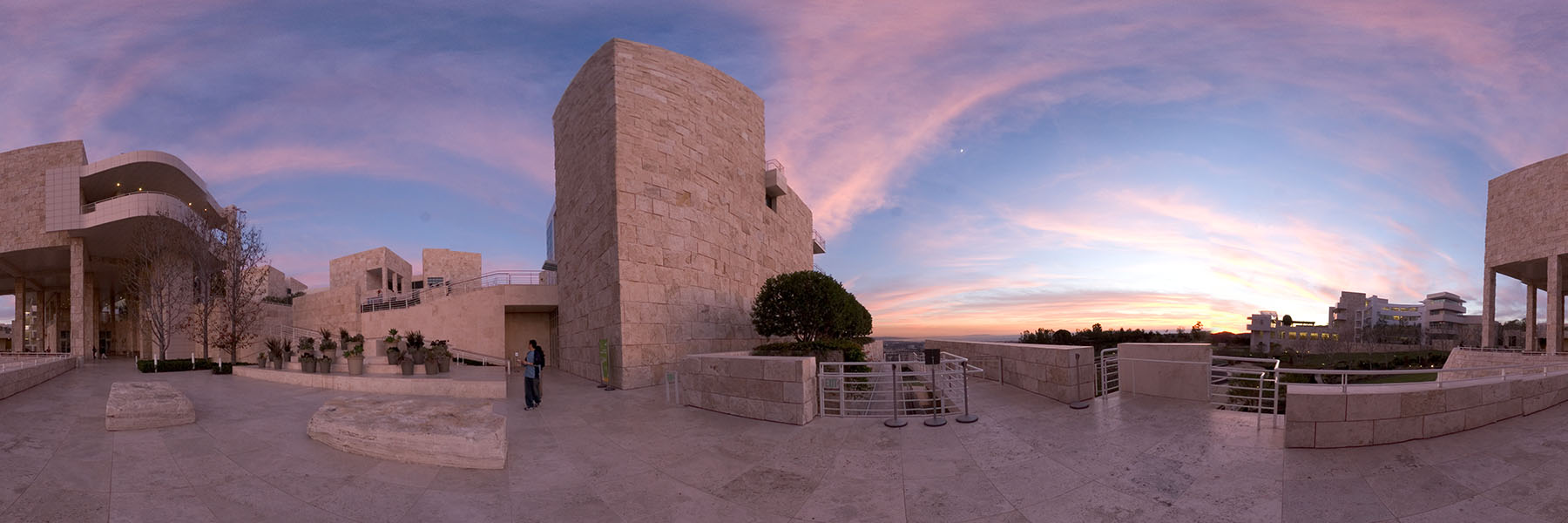
Vue panoramique du Getty Center.

## Histoire
Jean Paul Getty fit fortune dans l'exploitation du pétrole avec la Getty Oil et lorsqu'il devint milliardaire, il créa la fondation Getty tournée vers l'art. Il fonda en 1974 un premier musée appelé J. Paul Getty Museum consacré à l'Antiquité, et qui est une reconstitution de la villa des Papyrus d'Herculanum dans sa propriété de Malibu en Californie. En 1997, le musée fut déplacé vers son emplacement actuel, sur la colline Brentwood dans les hauteurs de Los Angeles, et le musée original de Malibu, fut renommé Villa Getty et fermé pour rénovation, jusqu'en janvier 2006. Elle accueille des collections d'antiquités grecques, romaines et étrusques.
À la mort de John Paul Getty en 1976, sa fondation hérita d'une grande partie de sa fortune. Au fil du temps, le musée devint trop étroit pour présenter la colossale collection de Getty. C'est en 1985 que débutèrent les travaux de construction du Getty Center à Brentwood par Richard Meier.
En 1974, le musée disposait d'un budget record de 700 millions de dollars. Actuellement[Quand ?], le budget annuel se situe autour de 100 millions de dollars qui servent la politique d'acquisitions du centre.
Le musée Getty est impliqué dans une controverse concernant la propriété de certaines œuvres d'art de sa collection. Une ancienne conservatrice du musée, Marion True, et un célèbre marchand d'art, Robert Hecht Jr., ont été mis en examen en Italie en 2005 pour recel d'antiquités. Les preuves les plus probantes ont été retrouvées en 1995 dans un entrepôt genevois qui contenait de nombreuses œuvres d'art volées. Dans le cadre de l'enquête, le marchand d'art italien Giacomo Medici a été arrêté en 1997. On a qualifié son système comme « l'un des réseaux d'antiquités les plus grands et les plus sophistiquées du monde, responsable des fouilles et de l'exportation de milliers d'antiquités de premier plan, et de leur mise sur le marché de l'art haut de gamme. ». Dans une lettre au consortium qui gère le musée Getty, datée du 18 décembre 2006, Marion True a déclaré qu'on lui a fait « porter le chapeau » pour des pratiques qui étaient connues et approuvées du Conseil d'administration du musée. Les autorités grecques enquêtent actuellement sur l'acquisition par Marion True d'une couronne funéraire vieille de 2 500 ans. On cite également le cas de mosaïques découpées dans les églises orthodoxes de Kanakia, à Chypre.
Le 20 novembre 2006, le directeur du musée, Michael Brand, a annoncé que 26 pièces controversées seraient restituées à l'Italie. La Grèce a également obtenu la restitution de quatre pièces.
En janvier 2025, le Getty Center est menacé par les incendies de 2025 à Los Angeles, même si la conception du bâtiment protège a priori les collections.

## Description

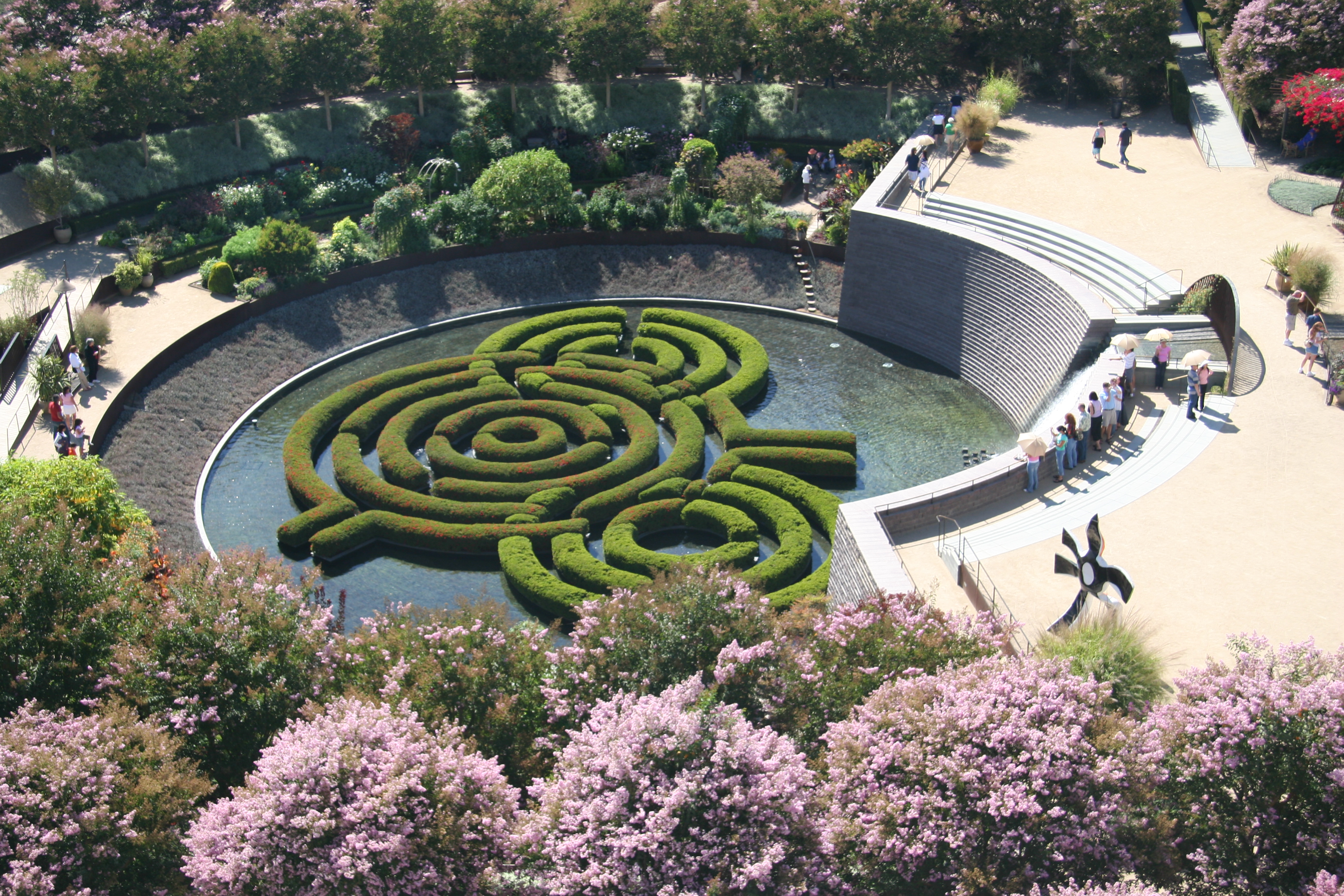
Le jardin central avec son labyrinthe floral.

Le Getty Center est situé au nord de Los Angeles sur une colline du quartier Brentwood. Conçu par l'architecte Richard Meier pour résister aux tremblements de terre, l'ensemble des bâtiments présente une série de formes circulaires et carrées offrant une variété visuelle. Les murs, les sols et les dallages sont constitués de dalles carrées de 76 cm de côté. Le sol est fait en travertin d'Italie.
On accède au Getty Center grâce au Getty Center Tram, un people-mover qui fait la navette entre le stationnement et l'entrée principale. Le hall d'entrée est situé en haut d'un grand escalier qui donne également accès à l'esplanade et aux différents bâtiments. Quatre pavillons orientés selon les quatre points cardinaux accueillent les collections permanentes. Un pavillon dédié reçoit des expositions temporaires de grande envergure. Un peu plus à l'écart, on retrouve l'institut de recherche (Getty Research Institute), avec notamment la bibliothèque riche de plus de 800 000 documents, la fondation (Conservative Institute/Foundation) et un auditorium.
Divers jardins et fontaines complètent l'ensemble :
- jardin des cactus sur le promontoire sud ;
- jardin central, labyrinthe floral conçu par l'artiste Robert Irwin auquel on accède par un sentier aménagé comme une sculpture sonore animée par une cascade d'eau ;
- jardin des sculptures ;
- fontaine des rochers, formée de blocs de pierre vieux de 180 millions d'années.

L'accès au Getty Center est entièrement gratuit.

## Culture Populaire
- Le Getty Center apparaît dans le jeu vidéo Grand Theft Auto V sous le nom de Kortz Center.

## Galerie d'images

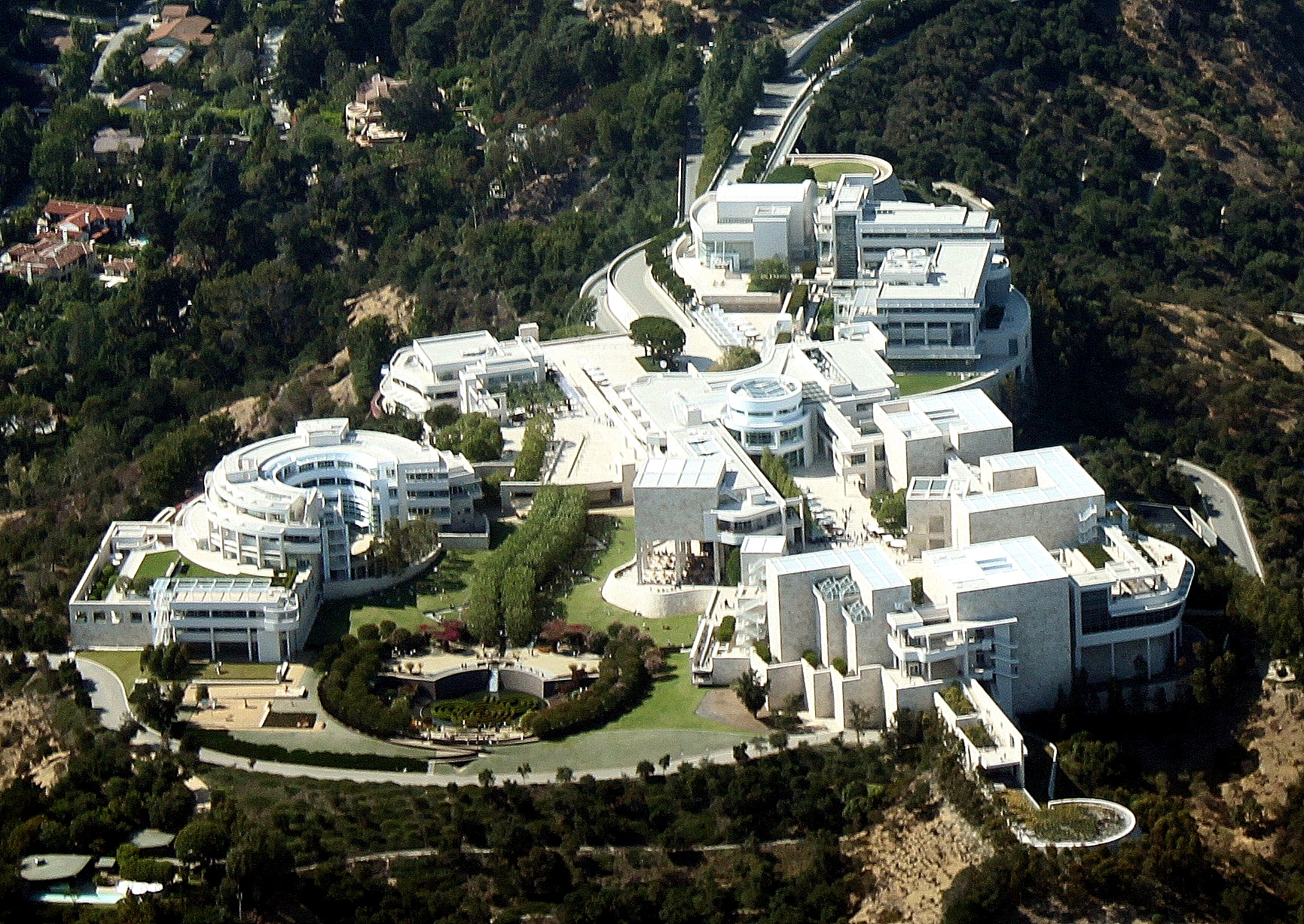
Vue aérienne du Getty Center.
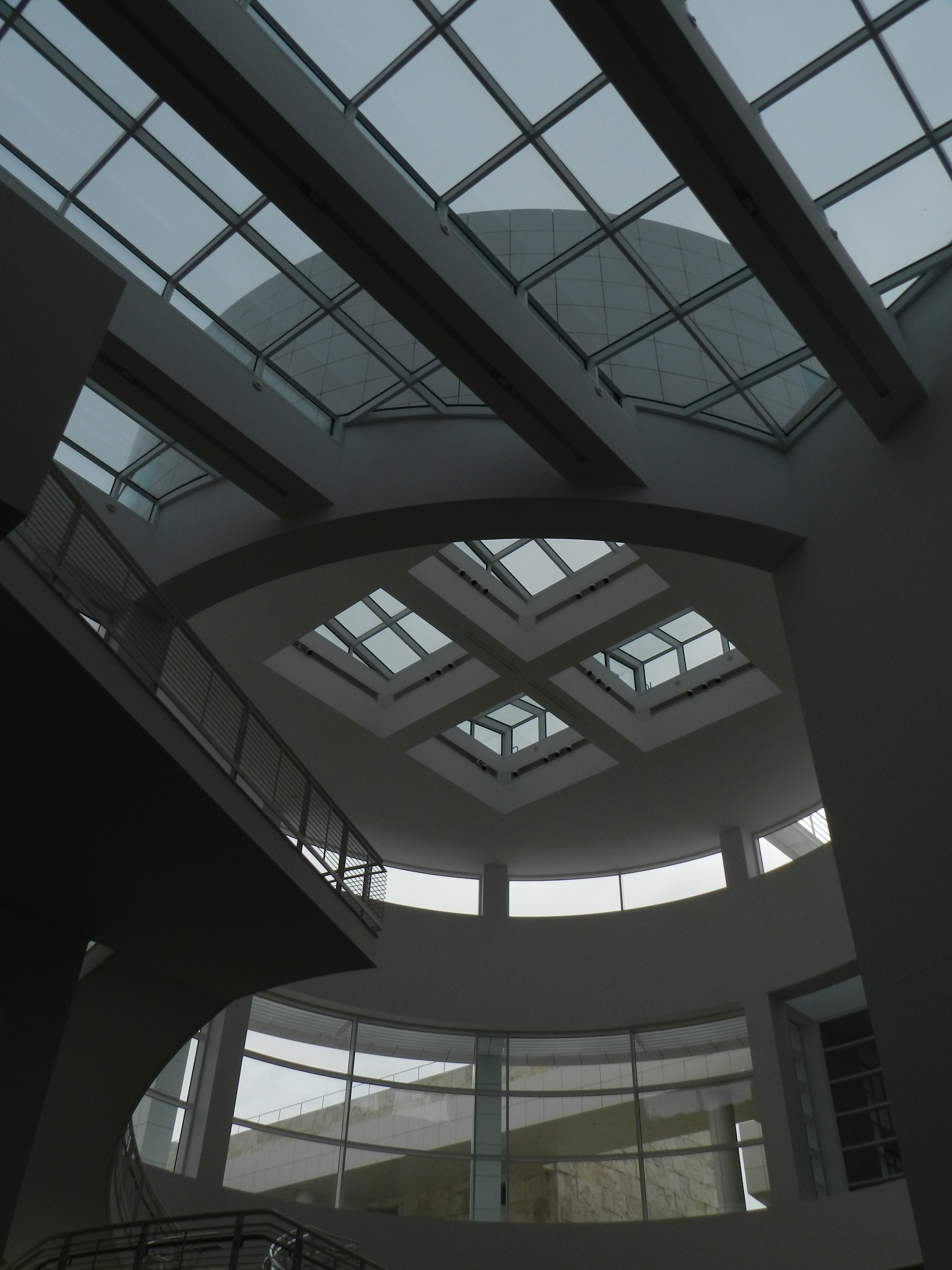
Hall d'entrée.
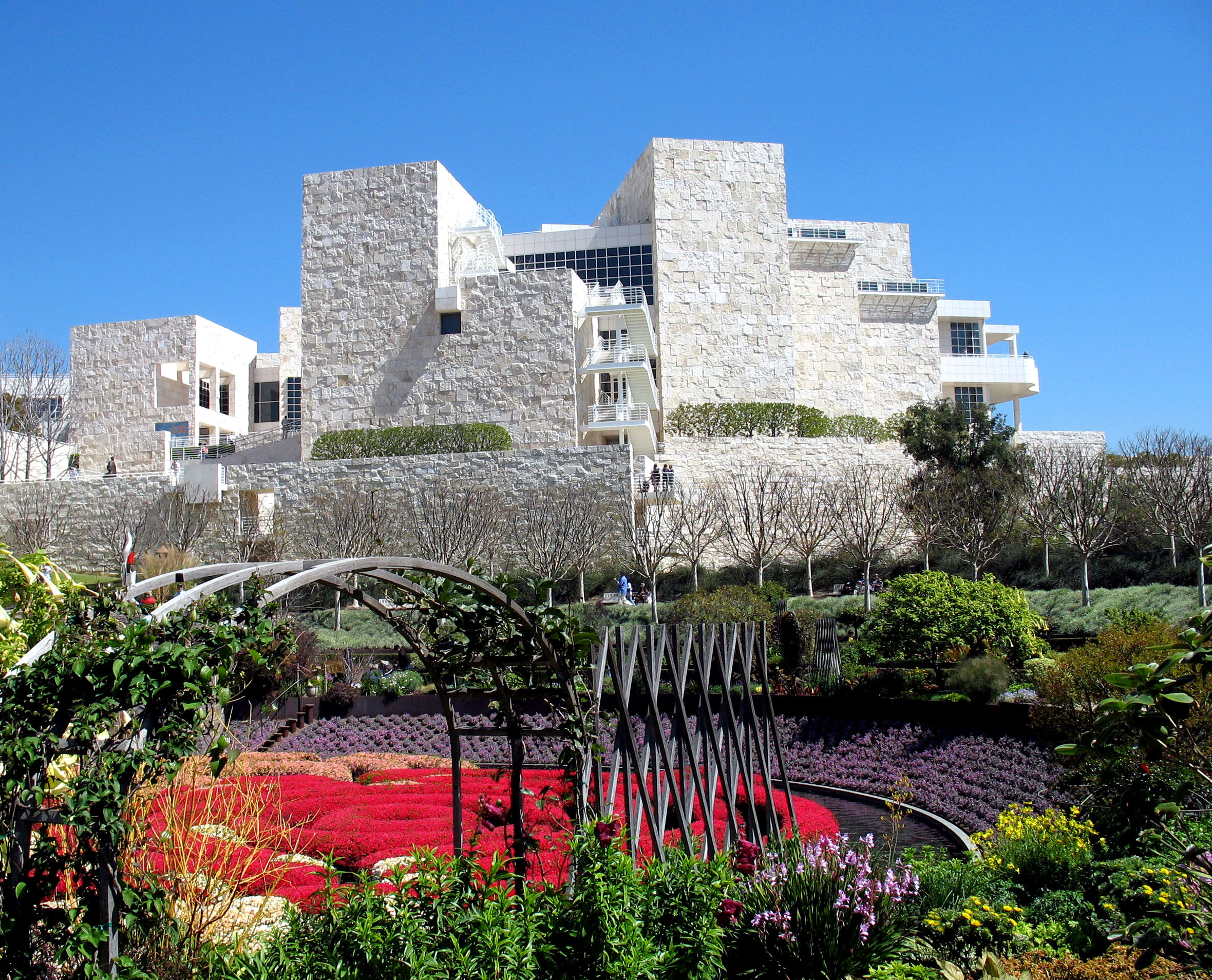
Labyrinthe floral et Pavillon ouest.
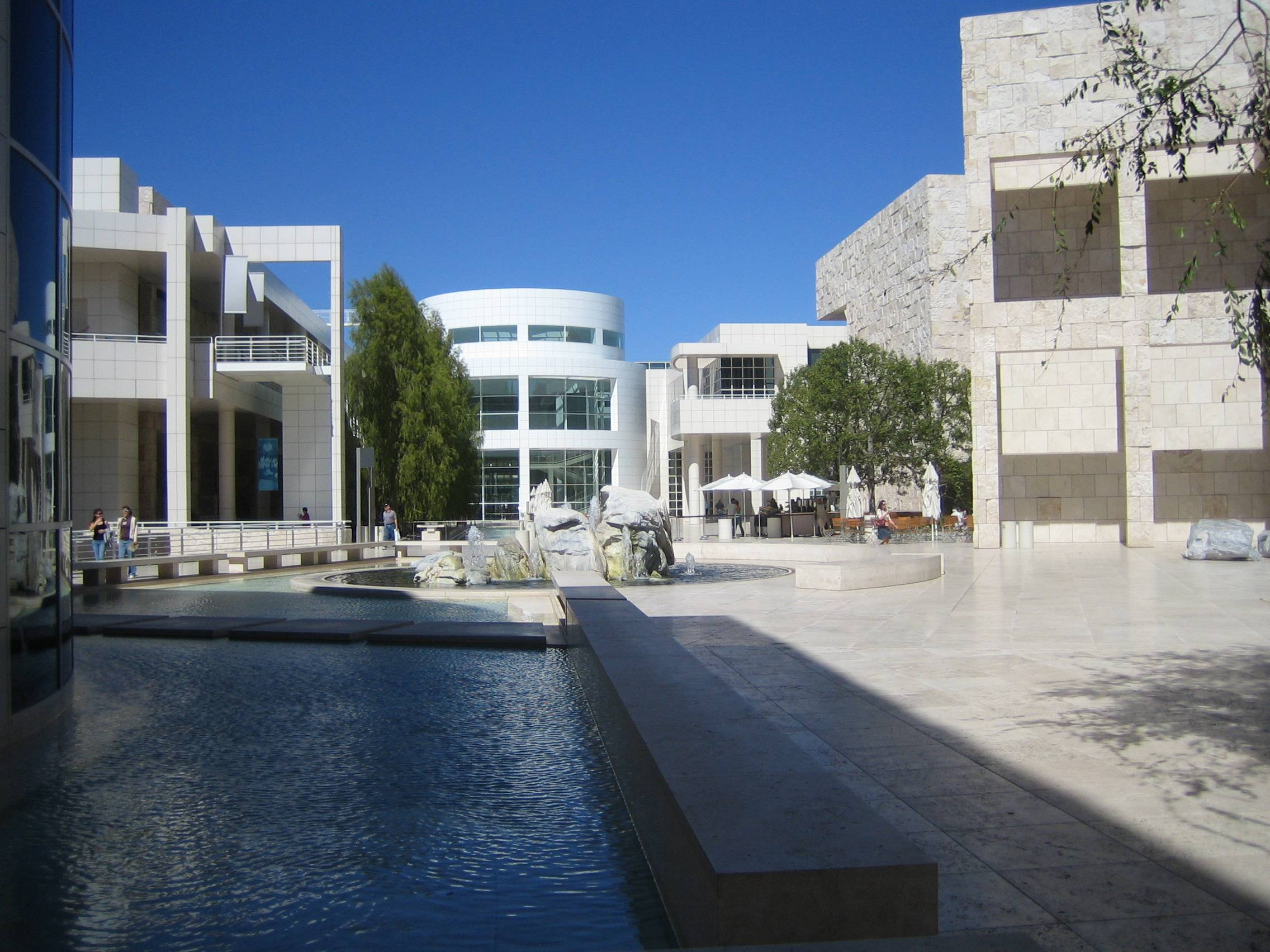
Fontaine des rochers et esplanade centrale.
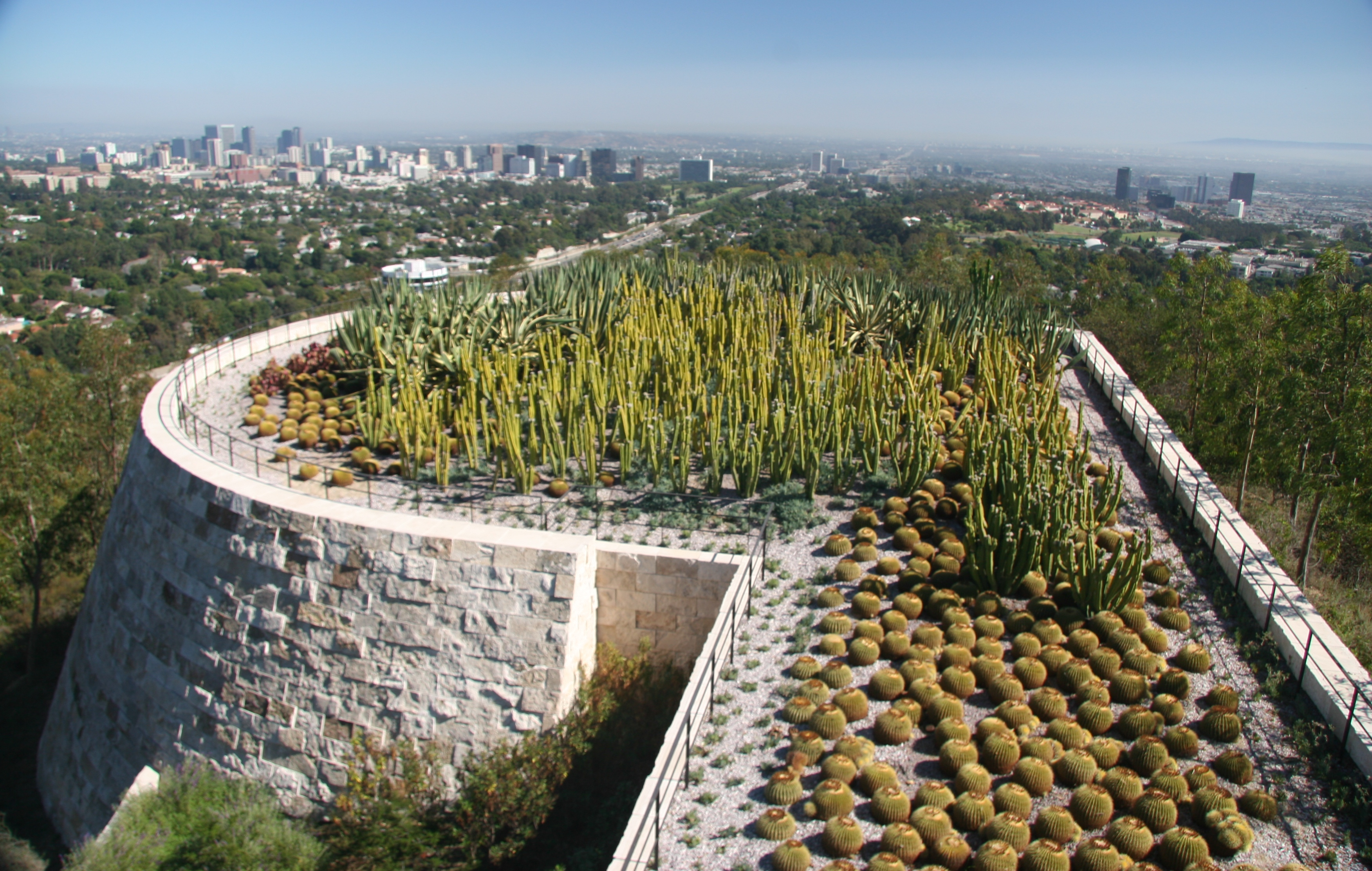
Jardin des cactus.